# Władysław Czartoryski
Władysław Czartoryski (ur. 3 lipca 1828 w Warszawie; zm. 23 czerwca 1894 w Boulogne-sur-Seine) – książę, działacz polityczny na emigracji, emisariusz dyplomatyczny Rządu Narodowego przy rządach Francji, Anglii, Włoch, Szwecji i Turcji. Założyciel Muzeum Czartoryskich w Krakowie. Prezes Towarzystwa Historyczno-Literackiego w Paryżu, członek honorowy Poznańskiego Towarzystwa Przyjaciół Nauk. Po śmierci ojca faktyczny przywódca ugrupowania Hôtel Lambert.

## Zarys biografii
Syn Adama Jerzego Czartoryskiego oraz Anny Zofii Sapiehy. Herbu Pogoń Litewska, pan na Klewaniu i Żukowie. Wychowywany w Paryżu. Jego pierwszym nauczycielem był Hipolit Błotnicki. Uczył się w College Bourbon, College Charlemagne i College Rollin. Po maturze w 1848 roku wyjechał do Polski. Aresztowany w Berlinie wrócił do Paryża. Studiował w Wyższej Szkole Polskiej.

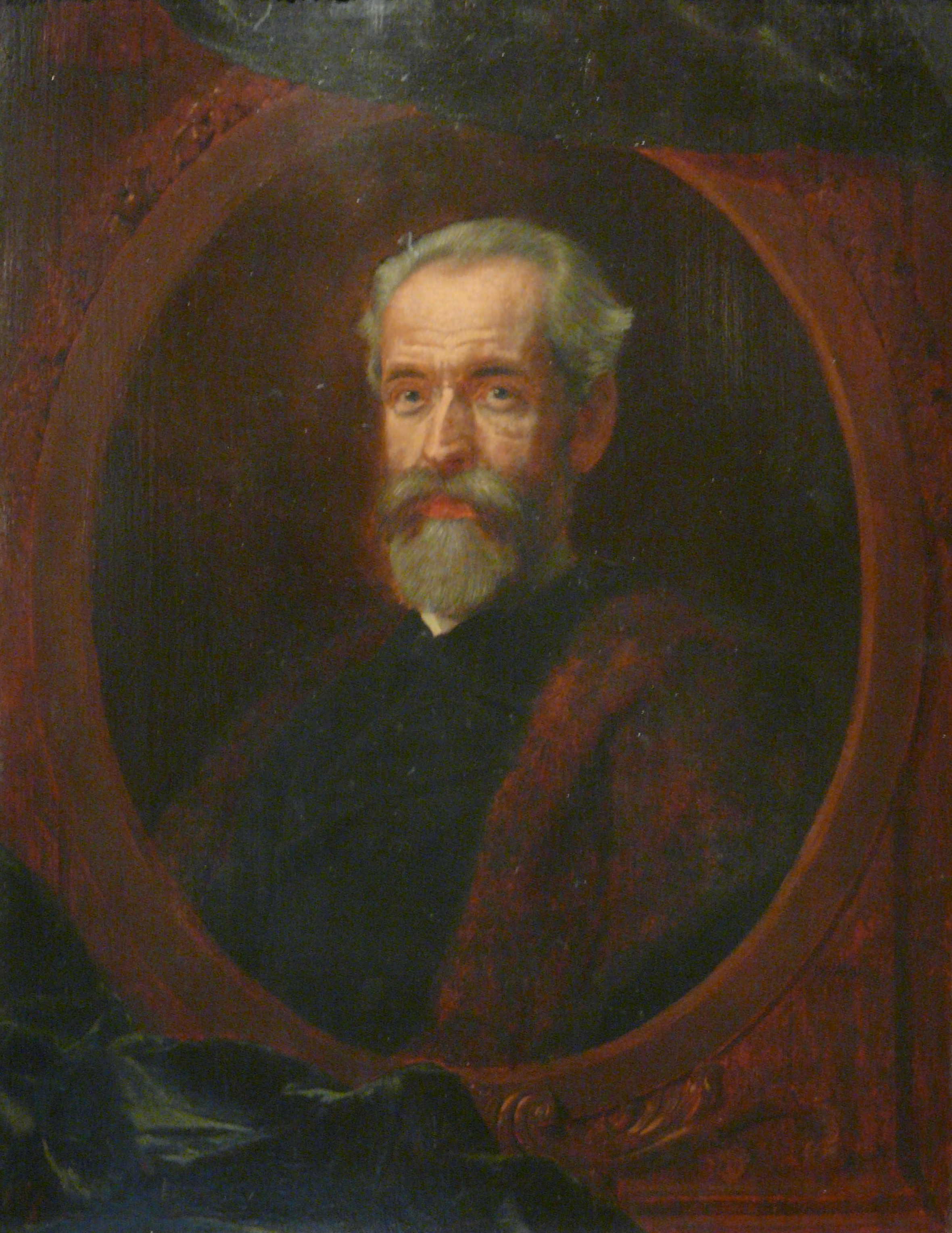
Portet Władysława Czartoryskiego

1 marca 1855 ożenił się z Marią Amparo Muñoz (17 listopada 1834–19 sierpnia 1864), córką królowej Hiszpanii – Marii Krystyny Burbon i jej drugiego męża – księcia Riánsares. Ślub miał miejsce w Malmaison, koło Paryża. Para ta była rodzicami Franciszka Augusta, późniejszego błogosławionego.
Po śmierci ojca został przywódcą obozu politycznego skupionego wokół Hotelu Lambert. W swych pracach koncentrował się na współpracy państw zachodnich w sprawie polskiej. Był inicjatorem akcji torpedujących ewentualne zbliżenie francusko-rosyjskie. W czasie powstania styczniowego dzięki jego staraniom sprawa polska znów stała się sprawą międzynarodową. Szukał poparcia u Napoleona III. Po upadku powstania zabiegał o pomoc i organizował wsparcie dla uchodźców.
W latach następnych nadal bronił sprawy polskiej za granicą. Stworzył własną agencję prasową Nord-Est. Wpływał na politykę polską w zaborach pruskim i austriackim. Był przeciwnikiem federalizmu, panslawizmu i słowiańskiej polityki Rosji. Nie angażował się czynniej i nie brał udziału w życiu politycznym Galicji. Zajmował się nie tylko polityką. Tworzył liczne kulturalne instytucje emigracyjne: Towarzystwo Historyczno-Literackie, Towarzystwo Literackie Przyjaciół Polski, Wyższą Szkołę w Montparnasse. 
15 stycznia 1872 ożenił się ponownie w Chantilly, z Małgorzatą Adelajdą Orleańską, córką Ludwika Karola Orleańskiego, księcia Nemours, i Wiktorii Sachsen-Coburg-Kohary. Małgorzata Adelajda była wnuczką króla Francuzów – Ludwika Filipa I. Para miała dwóch synów:
- Adama Ludwika (1872–1937),
- Witolda Kazimierza (1876–1911).

## Literatura
- Marian Kukiel, Czartoryski Władysław, książę (1828–1894) [w:] Polski Słownik Biograficzny, Kraków 1938, T. IV., s. 300–303.
- Marian Kukiel, Czartoryski a jedność Europy, Lublin 2008.
- Stanisław Koźmian, Rzecz o roku 1863, Kraków 1894.
- Henryk Wereszycki, Anglia a Polska 1860–1865, Lwów 1934